# رساله شاه
رسالهٔ شاه (سندی: شاه جو رسالو) مجموعه اشعار شاه عبداللطیف بتایی، بزرگ‌ترین شاعر صوفی در زبان سندی است. این رساله به بیست و نه فصل بخش شده است. شاه عبداللطیف علاقه زیادی به موسیقی داشت از همین رو است که او هر فصل رسالهٔ خود را به یک آهنگ موسیقی موسوم ساخته‌است. بعضی آهنگ‌ها در موسیقی کلاسیک وجود دارد ولی لطیف بعضی فصل‌ها را به داستان‌های عاشقانه محلی منسوب ساخته‌است و آهنگ‌ها را به آن داستان‌ها نسبت داده‌است.
او به زبان سندی در قالب‌ها و وزن محلی شعر گفته‌است.
با اینکه شعر سندی لطیف کاملاً رنگ محلی دارد بازهم از سنت شعر عرفانی فارسی بر کنار نیست؛ برای اینکه شاه لطیف در این سنت تصوف و عرفان رشد کرده‌است و تمام مختصات شعر عرفانی فارسی در کلام سندی این عارف سند موجود است.

## نمونه شعر
«در سُر سارنگ» شاه عبداللطیف فیض‌رسانی پیامبر اسلام را اینطور بیان می‌کند:
امروز ابرها به سوی شمال رقصانند
ابرها از روضهٔ اقدس حضرت آمده باریدند
از آنجا ابر رحمت شده آمدند
گله‌بانان خرسند شدند
از روضهٔ رسول ابر و باران آمد
به زودی نهر «تارا» از آب پر شد
ابر رودخانه تشنه را سیراب کن
محبوب جلوه نمایی کرد